# Verga (Maranhão)
Verga una lugar brasileño del municipio de Brejo, del estado de Maranão.

## Geografía
- Altitud: 21 metros.